# Ophelina longicirrata
Ophelina longicirrata är en ringmaskart som beskrevs av Hartmann-Schröder och Parker 1995. Ophelina longicirrata ingår i släktet Ophelina och familjen Opheliidae. Inga underarter finns listade i Catalogue of Life.